# Buy one give one
 (juin 2011).
Le Buy one give one est un concept de social business aussi connu sous le nom One for One. Pour un article vendu, une entreprise s'engage à offrir un article équivalent à une personne qui n'a pas les moyens de se l'offrir. Le Buy one give one est essentiellement pratiqué sur des sites internet de vente en ligne.

## Applications

### Entreprises
Rendu célèbre par le site américain Tom's Shoes (en) spécialisé dans la vente de chaussures en ligne, le modèle a été décliné sur de nombreux autres produits : Roma Provisions (bottes), Happy Blankie (couvertures), Bogo light (lampes torches solaires), Baby Teresa (pyjama), etc.

### Le Buy One Give One en France
En France et en Europe, on peut citer trois start-up qui pratiquent le Buy one give one : Jimmy Fairly (lunettes), Sismeek (montres) et 2POINT1 (prêt à porter).